# Igor Tour
L'Igor Tour è stato il quarto tour musicale del rapper statunitense Tyler, the Creator, a supporto del suo quinto album in studio Igor (2019).

## Scaletta
Questa scaletta rappresenta quella del concerto a Fresno del 12 ottobre 2019. Non è, pertanto, rappresentativa per tutti gli spettacoli del tour.
1. Igor's Theme
2. I Think
3. A Boy Is a Gun
4. New Magic Wand
5. Puppet
6. Earfquake
7. 911
8. IFHY
9. Gone, Gone
10. Okra
11. Tamale
12. Yonkers
13. She
14. Who Dat Boy
15. Boredom
16. Running Out of Time
17. What's Good
18. See You Again
19. Are We Still Friends?

## Date del tour
| Data              | Città          | Stato        | Luogo                               | Artisti d'apertura                |
| Nord America      | Nord America   | Nord America | Nord America                        | Nord America                      |
| ----------------- | -------------- | ------------ | ----------------------------------- | --------------------------------- |
| 30 agosto 2019    | Seattle        | Stati Uniti  | Bumbershoot                         | N.D.                              |
| 2 settembre 2019  | Minneapolis    | Stati Uniti  | Minneapolis Armory                  | Jaden Smith GoldLink              |
| 4 settembre 2019  | Chicago        | Stati Uniti  | Credit Union 1 Arena                | Jaden Smith GoldLink              |
| 6 settembre 2019  | Toronto        | Canada       | Scotiabank Arena                    | Jaden Smith GoldLink              |
| 7 settembre 2019  | Detroit        | Stati Uniti  | Detroit Masonic Temple              | Jaden Smith GoldLink              |
| 10 settembre 2019 | Boston         | Stati Uniti  | Agganis Arena                       | Jaden Smith GoldLink              |
| 11 settembre 2019 | Laval          | Canada       | Place Bell                          | Jaden Smith GoldLink              |
| 12 settembre 2019 | New York City  | Stati Uniti  | Madison Square Garden               | Jaden Smith GoldLink              |
| Europa            |                |              |                                     |                                   |
| 16 settembre 2019 | Londra         | Regno Unito  | Brixton Academy                     | Jaden Smith GoldLink              |
| 17 settembre 2019 | Londra         | Regno Unito  | Brixton Academy                     | Jaden Smith GoldLink              |
| 18 settembre 2019 | Londra         | Regno Unito  | Brixton Academy                     | Jaden Smith GoldLink              |
| Nord America      |                |              |                                     |                                   |
| 21 settembre 2019 | Columbia       | Stati Uniti  | Merriweather Post Pavilion          | Jaden Smith GoldLink              |
| 22 settembre 2019 | Columbus       | Stati Uniti  | KEMBA Live!                         | Jaden Smith GoldLink              |
| 24 settembre 2019 | Pittsburgh     | Stati Uniti  | Stage AE                            | Jaden Smith GoldLink              |
| 25 settembre 2019 | Filadelfia     | Stati Uniti  | Mann Center for the Performing Arts | Jaden Smith GoldLink              |
| 27 settembre 2019 | Orlando        | Stati Uniti  | Addition Financial Arena            | Jaden Smith GoldLink              |
| 28 settembre 2019 | Tampa          | Stati Uniti  | Yuengling Center                    | Jaden Smith GoldLink              |
| 29 settembre 2019 | Miami          | Stati Uniti  | Kaseya Center                       | Jaden Smith GoldLink              |
| 1º ottobre 2019   | Greensboro     | Stati Uniti  | Greensboro Coliseum Complex         | Jaden Smith GoldLink Blood Orange |
| 3 ottobre 2019    | Atlanta        | Stati Uniti  | State Farm Arena                    | Jaden Smith GoldLink Blood Orange |
| 4 ottobre 2019    | St. Louis      | Stati Uniti  | Chaifetz Arena                      | Jaden Smith GoldLink Blood Orange |
| 5 ottobre 2019    | Kansas City    | Stati Uniti  | Cable Dahmer Arena                  | Jaden Smith GoldLink Blood Orange |
| 7 ottobre 2019    | Morrison       | Stati Uniti  | Red Rocks Amphitheatre              | Jaden Smith GoldLink Blood Orange |
| 8 ottobre 2019    | Salt Lake City | Stati Uniti  | Saltair                             | Jaden Smith GoldLink Blood Orange |
| 10 ottobre 2019   | San Francisco  | Stati Uniti  | Bill Graham Civic Auditorium        | Jaden Smith GoldLink Blood Orange |
| 12 ottobre 2019   | Fresno         | Stati Uniti  | Selland Arena                       | Jaden Smith GoldLink Blood Orange |
| 14 ottobre 2019   | Portland       | Stati Uniti  | Veterans Memorial Coliseum          | Jaden Smith GoldLink Blood Orange |
| 15 ottobre 2019   | Vancouver      | Canada       | Pacific Coliseum                    | Jaden Smith GoldLink Blood Orange |
| 17 ottobre 2019   | Reno           | Stati Uniti  | Reno Events Center                  | Jaden Smith GoldLink Blood Orange |
| 19 ottobre 2019   | San Diego      | Stati Uniti  | Pechanga Arena                      | Jaden Smith GoldLink Blood Orange |
| 20 ottobre 2019   | Glendale       | Stati Uniti  | Desert Diamond Arena                | Jaden Smith GoldLink Blood Orange |
| 22 ottobre 2019   | Austin         | Stati Uniti  | Frank Erwin Center                  | Jaden Smith GoldLink Blood Orange |
| 23 ottobre 2019   | Dallas         | Stati Uniti  | Texas Trust CU Theatre              | Jaden Smith GoldLink Blood Orange |
| 26 ottobre 2019   | Houston        | Stati Uniti  | NRG Arena                           | Jaden Smith GoldLink Blood Orange |

### Cancellazioni
| Data           | Città          | Stato        | Luogo                           | Causa                |
| Nord America   | Nord America   | Nord America | Nord America                    | Nord America         |
| -------------- | -------------- | ------------ | ------------------------------- | -------------------- |
| 21 marzo 2020  | New Orleans    | Stati Uniti  | BUKU Music + Art Project        | Pandemia di COVID-19 |
| 25 aprile 2020 | Virginia Beach | Stati Uniti  | Something in the Water Festival | Pandemia di COVID-19 |
| Europa         |                |              |                                 |                      |
| 3 giugno 2020  | Parigi         | Francia      | Zénith Paris                    | Pandemia di COVID-19 |
| 5 giugno 2020  | Varsavia       | Polonia      | Orange Warsaw Festival          | Pandemia di COVID-19 |
| 6 giugno 2020  | Barcellona     | Spagna       | Primavera Sound Festival        | Pandemia di COVID-19 |
| 8 giugno 2020  | Amsterdam      | Paesi Bassi  | AFAS Live                       | Pandemia di COVID-19 |
| 11 giugno 2020 | Porto          | Portogallo   | Primavera Sound Porto           | Pandemia di COVID-19 |
| 13 giugno 2020 | Manchester     | Regno Unito  | Parklife Music Festival         | Pandemia di COVID-19 |
| 14 giugno 2020 | Londra         | Regno Unito  | Lovebox Festival                | Pandemia di COVID-19 |
| 3 luglio 2020  | Roskilde       | Danimarca    | Roskilde Festival               | Pandemia di COVID-19 |
| 4 luglio 2020  | Dublino        | Irlanda      | Longitude Festival              | Pandemia di COVID-19 |
| 5 luglio 2020  | Ewijk          | Paesi Bassi  | Down the Rabbit Hole            | Pandemia di COVID-19 |